# Rosa Min
Rosa Min (Limmen, 4 november 1992) is een Nederlands voetbalster die sinds 2011 speelt voor SC Telstar VVNH.

## Carrière
Min kwam, na jaren voor Fortuna Wormerveer gespeeld te hebben, in 2010 terecht bij AZ. Na een jaar stapte ze over naar SC Telstar VVNH, omdat de Alkmaarders stopten met het vrouwenelftal.

## Statistieken
| Seizoen | Club    | Land      | Competitie | Wedstrijden | Doelpunten |
| ------- | ------- | --------- | ---------- | ----------- | ---------- |
| 2010/11 | AZ      | Nederland | Eredivisie | 15          | 0          |
| 2011/12 | Telstar | Nederland | Eredivisie | 12          | 1          |

Laatste update 21 mei 2012 09:30 (CEST)